# Studentkårer i samverkan
Studentkårer i Samverkan är en partibildning inom Sveriges förenade studentkårer (SFS) och verkar på dess fullmäktige. Partiet är ett direkt resultat av att medlemskårerna inom OSS ville vidareutveckla studentpolitiken och klargöra skillnaden mellan nätverket och studentpolitiken man ville driva.
Studentkårer i Samverkan har fyra fastslagna träffar om året, utöver SFS fullmäktige, som är öppna för de studentkårer som är medlemmar eller är på väg att bli medlemmar i partibildningen. Alla studentkårer inom SFS som delar partiets metodtanke kan begära prövning för inträde senast fem veckor före partistämman på hösten.

## Medlemskårer
- Blekinge Studentkår
- Dalarnas Studentkår
- Halmstad studentkår
- Studentkåren i Skövde
- Studentkåren i Östersund
- Gotlands Studentkår Rindi
- Studentkåren vid Högskolan Väst
- Kristianstads Studentkår
- Studentkåren i Sundsvall

## Mandatfördelning
- SFSFUM 2008: 42 (21% av mandaten)
- SFSFUM 2007: 42 (21% av mandaten)
- SFSFUM 2006: 36 (18% av mandaten), under namnet Oberoende studentkårer i samverkan